# アナトール・ドーマン
アナトール・ドーマン （Anatole Dauman, 1925年2月7日 - 1998年4月8日） は、フランスの映画プロデューサー。

## 来歴
1925年2月7日、ポーランドのワルシャワで生まれた。その後、フランスに移住し、1949年にフィリップ・リフシッツと映画製作会社アルゴス・フィルムを設立した。初期はピエール・カストやジャン・オーレル、クリス・マルケルといった映画監督と製作を行い、いわゆる「セーヌ左岸派」と呼ばれる映画人の製作に貢献した。
1950年代後半にはアラン・レネの『夜と霧』（1955年）や『二十四時間の情事』（1959年）を手掛けた。1960年代もジャン＝リュック・ゴダールの『男性・女性』（1966年）や『彼女について私が知っている二、三の事柄』（1967年）、ロベール・ブレッソンの『バルタザールどこへ行く』（1966年）や『少女ムシェット』（1967年）などを製作した。
1970年代からは国際的な活動も目立ち、大島渚の『愛のコリーダ』（1976年）や『愛の亡霊』（1978年）、フォルカー・シュレンドルフの『ブリキの太鼓』（1979年）、ヴィム・ヴェンダースの『パリ、テキサス』（1984年）や『ベルリン・天使の詩』（1987年）などを手掛けた。
1998年4月8日、パリにて73歳で死去した。

## 主な作品
- 夜と霧 Nuit et brouillard （1955年） アラン・レネ監督
- 二十四時間の情事 Hiroshima mon amour （1959年） アラン・レネ監督
- ラ・ジュテ La jetée （1962年） クリス・マルケル監督
- バルタザールどこへ行く Au Hasard Balthazar （1966年） ロベール・ブレッソン監督
- 男性・女性 Masculin féminin （1966年） ジャン＝リュック・ゴダール監督
- 彼女について私が知っている二、三の事柄 2 ou 3 choses que je sais d'elle （1967年） ジャン＝リュック・ゴダール監督
- 少女ムシェット Mouchette （1967年） ロベール・ブレッソン監督
- ファンタスティック・プラネット La planète sauvage （1973年） ルネ・ラルー監督
- インモラル物語 Contes immoraux （1974年） ヴァレリアン・ボロヴツィク監督
- 邪淫の館・獣人 LA BÊTE （1975年） ヴァレリアン・ボロヴツィク監督
- 愛のコリーダ （1976年） 大島渚監督
- 愛の亡霊 （1978年） 大島渚監督
- ブリキの太鼓 Die Fälschung （1979年） フォルカー・シュレンドルフ監督
- 上海異人娼館/チャイナ・ドール （1981年） 寺山修司監督
- サン・ソレイユ Sans Soleil （1982年） クリス・マルケル監督
- パリ、テキサス Paris, Texas （1984年） ヴィム・ヴェンダース監督
- ベルリン・天使の詩 Der Himmel über Berlin （1987年） ヴィム・ヴェンダース監督
- 夢の涯てまでも Bis ans Ende der Welt （1991年） ヴィム・ヴェンダース監督